# Peponiá
Peponiá (Peponia) är en ort i Grekland.   Den ligger i prefekturen Nomós Serrón och regionen Mellersta Makedonien, i den nordöstra delen av landet, 300 km norr om huvudstaden Aten. Peponiá ligger 10 meter över havet och antalet invånare är 432.
Terrängen runt Peponiá är platt. Runt Peponiá är det ganska tätbefolkat, med 58 invånare per kvadratkilometer. Närmaste större samhälle är Serrai, 11,3 km norr om Peponiá. Trakten runt Peponiá består till största delen av jordbruksmark.